# Малаялам
Малая́лам (несклоняемое; также малаяльский язык; самоназв. മലയാളം) — дравидийский язык, распространённый на юго-западе Индии (в основном среди народа малаяли) и состоящий в тесном родстве с тамильским языком; один из 22 официальных языков Индии. На малаялам говорят свыше 35 миллионов человек (малаяли) — прежде всего, в индийском штате Керала.

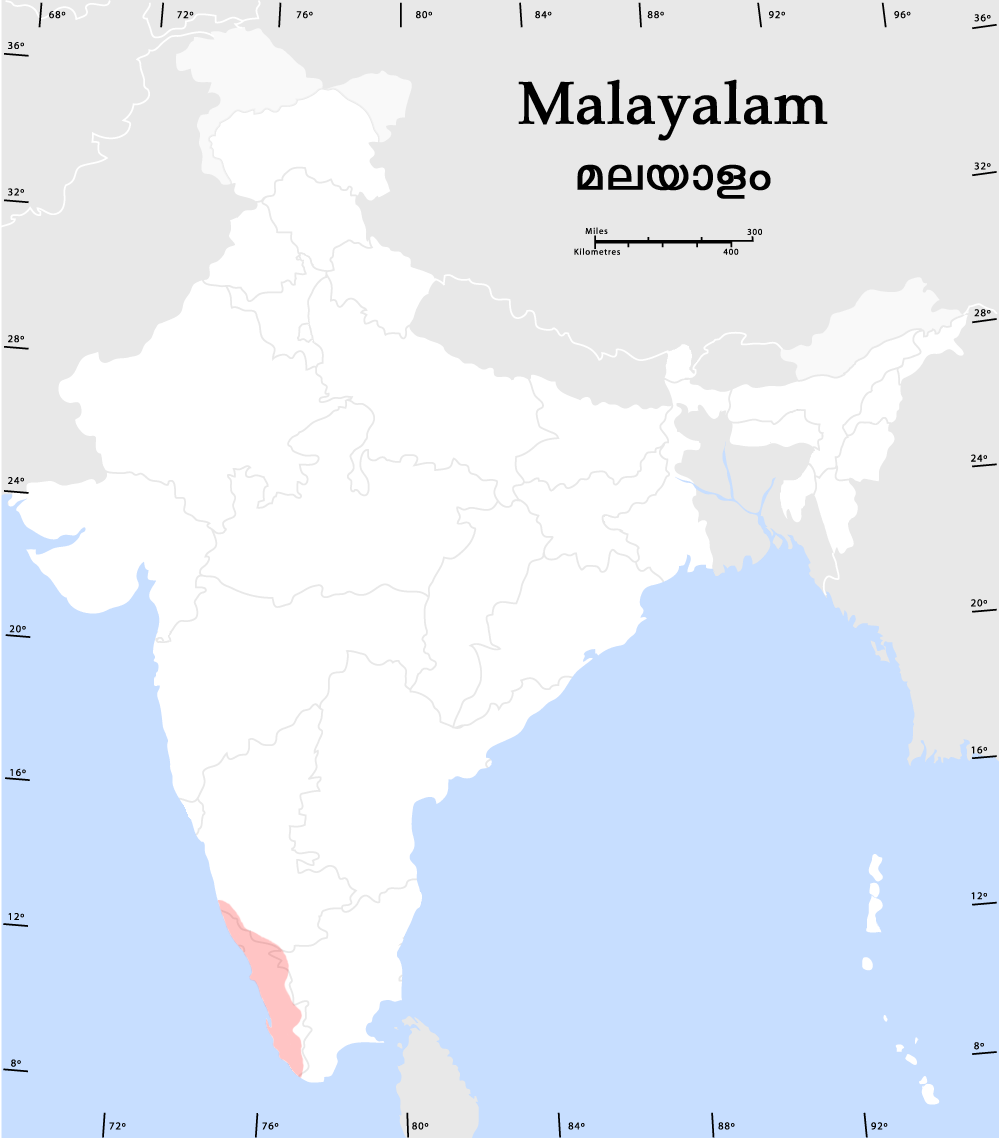
Распространённость языка малаялам на территории Индии

## Этимология

Название языка «малаялам» состоит из слов «mala», что означает «гора», и «aalam» — «место».

## История
Первые памятники письменности на малаялам — наскальные надписи и надписи на металлических пластинках, датирующиеся концом IX века. На протяжении последующих четырёх столетий такие эпиграфические тексты, выполненные преимущественно письмом ваттежутты, остаются единственным источником сведений о языке.
Датировка ранних произведений художественной литературы малаялам во многом неясна. Первое среди них — «Рамачаринам» («Жизнеописание Рамы») Чирамана, по-видимому, не старше начала XIV века. Язык этой поэмы, как и ряда других, относящихся вместе с ней к жанру патты (буквально — «поэма», «песнь»), не только сохраняет черты родства с тамильским, но и несёт в себе черты искусственной тамилизации.
Для произведений, относящихся к жанру маниправалам (от mani — «рубин», «драгоценный камень» и pravaalam — «коралл»), возникшему приблизительно в то же время, характерна высокая степень санскритизации языка и изменений слов, заимствованных из санскрита, по санскритским парадигмам.
По мере развития литературного малаялам, он постепенно избавляется и от излишних тамилизмов и от крайностей маниправалам: к XVII веку классический малаялам достигает наивысшего расцвета в произведениях Тунджатты Рамануджана, прозванного Эжуттаччаном, и других выдающихся поэтов той поры.
В становлении современного литературного языка, исподволь начавшегося ещё в позднем средневековье, важную роль сыграли фольклорные жанры — народные песни и баллады, а также популярные у простого народа драмы чампу и аттакатха, в которых поэтические тексты чередовались с прозаическими. Быстрое развитие прозы в XIX—XX веках завершило утверждение общенародного языка в литературе.
На языке малаялам выходит 199 ежедневных, 157 еженедельных, 619 ежемесячных изданий (по данным на 1998 год), в том числе десятитомная Энциклопедия всемирной литературы.
Язык используется в качестве богослужебного языка различными христианскими конфессиями и общинами Индии.

## Письменность
Используется слоговая алфавитная письменность малаялам, происходящая от общеиндийского письма брахми и развившаяся около XII века. В настоящее время используется 56 букв, из них 20 — для обозначения долгих и кратких гласных; остальные — для согласных.

## Лингвистическая характеристика
Характерные черты фонологической системы:
- спорадически проявляющийся сингармонизм гласных переднего и заднего ряда;
- сохранение протодравидийских альвеолярного смычного t и палатального носового ñ (при удвоении и в начальной позиции);
- развитие группы сибилянтов (дентальный s, альвеолярный ś, ретрофлексный ṣ).

### Фонологические сведения

#### Гласные
|                | Краткие | Краткие | Краткие  | Долгие   | Долгие   | Долгие   |
| Передние       | Средние | Задние  | Передние | Средние  | Задние   |          |
| -------------- | ------- | ------- | -------- | -------- | -------- | -------- |
| Верхний подъём | /i/ ഇ i | /ɨ̆/ * ŭ | /u/ ഉ u  | /iː/ ഈ ī |          | /uː/ ഊ ū |
| Средний подъём | /e/ എ e | /ə/ * a | /o/ ഒ o  | /eː/ ഏ ē |          | /oː/ ഓ ō |
| Нижний подъём  |         | /a/ അ a |          |          | /aː/ ആ ā |          |

#### Согласные
|                           |                           |                           |                           | Губно-губные | Губно-губные | Губно-зубные | Зубные    | Зубные    | Альвеолярные | Альвеолярные | Ретрофлексные   | Ретрофлексные   | Палатальные | Палатальные | Велярные  | Велярные  | Глоттальные | Глоттальные |
| ------------------------- | ------------------------- | ------------------------- | ------------------------- | ------------ | ------------ | ------------ | --------- | --------- | ------------ | ------------ | --------------- | --------------- | ----------- | ----------- | --------- | --------- | ----------- | ----------- |
| Смычные                   | Смычные                   | Непридыхательные          | Непридыхательные          | /p/ പ p      | /b/ ബ b      |              | /t̪/ ത t   | /d̪/ ദ d   | /t/ * t      |              | /ʈ/ ട IAST: ṭ   | /ɖ/ ഡ IAST: ḍ   | /ʧ/ ച c     | /ʤ/ ജ j     | /k/ ക k   | /g/ ഗ g   |             |             |
| Смычные                   | Смычные                   | Придыхательные            | Придыхательные            | /pʰ/ ഫ ph    | /bʱ/ ഭ bh    |              | /t̪ʰ/ ഥ th | /d̪ʱ/ ധ dh |              |              | /ʈʰ/ ഠ IAST: ṭh | /ɖʱ/ ഢ IAST: ḍh | /ʧʰ/ ഛ ch   | /ʤʱ/ ഝ jh   | /kʰ/ ഖ kh | /gʱ/ ഘ gh |             |             |
| Носовые                   | Носовые                   | Носовые                   | Носовые                   | /m/ മ m      | /m/ മ m      |              | /n̪/ ന n   | /n̪/ ന n   | /n/ ന * n    | /n/ ന * n    | /ɳ/ ണ ṇ         | /ɳ/ ണ ṇ         | /ɲ/ ഞ ñ     | /ɲ/ ഞ ñ     | /ŋ/ ങ ṅ   | /ŋ/ ങ ṅ   |             |             |
| Аппроксиманты             | Аппроксиманты             | Аппроксиманты             | Аппроксиманты             |              |              | /ʋ/ വ v      |           |           |              |              | /ɻ/ ഴ l         | /ɻ/ ഴ l         | /j/ യ y     | /j/ യ y     |           |           |             |             |
| Плавные                   | Плавные                   | Плавные                   | Плавные                   |              |              |              |           |           | /r/ റ r      | /r/ റ r      |                 |                 |             |             |           |           |             |             |
| Фрикативные               | Фрикативные               | Фрикативные               | Фрикативные               |              |              | /f/ ഫ* f     | /s̪/ സ s   | /s̪/ സ s   |              |              | /ʂ/ ഷ ṣ         | /ʂ/ ഷ ṣ         | /ɕ/ ശ ś     | /ɕ/ ശ ś     |           |           | /ɦ/ ഹ h     |             |
| Дрожащие                  | Дрожащие                  | Дрожащие                  | Дрожащие                  |              |              |              |           |           | /ɾ/ ര r      | /ɾ/ ര r      |                 |                 |             |             |           |           |             |             |
| Латеральные аппроксиманты | Латеральные аппроксиманты | Латеральные аппроксиманты | Латеральные аппроксиманты |              |              |              |           |           | /l/ ല l      | /l/ ല l      | /ɭ/ ള ḷ         | /ɭ/ ള ḷ         |             |             |           |           |             |             |

### Грамматический строй
Грамматический строй языка малаялам характерен для южно-дравидийских языков:
- граммемная структура категории рода (в ед. числе — мужской, женский и средний род; во множ. числе — эпиценовый и средний род);
- три видо-временных плана (настоящее, прошедшее и будущее время);
- глаголы делятся по типу образования временных основ на «сильные» и «слабые» — с дальнейшим подразделением на парадигматические классы;
- утрачено согласование бессвязочного именного сказуемого в лице и числе и др.

Финитивные (личные) формы глагола лишены показателей рода, числа, лица; в тех случаях, когда показатель финитности — [ŭ] — представлен нулевым алломорфом, их формы совпадают с формами причастий будущего времени и деепричастий.
В словоизменении глагола преобладают аналитические формы.
Категория рода является классифицирующей у существительных, местоимений и числительных и согласовательной — у прилагательных и некоторых нефинитных форм глагола (причастные имена).

### Генетическая и ареальная характеристика лексики
Малаялам близок по структуре к тамильскому языку — многие исследователи считают его диалектом тамильского.

## Сведения о диалектах
Выделяется четыре группы территориальных диалектов:
- южная (диалекты южного, центрального и северного Траванкора, диалект западного Вембанада);
- центральная (кочинский диалект);
- северная (диалекты южного, центрального и северного Малабара, диалекты юго-восточного и северо-западного Палгхата, ваянадский и северный диалекты);
- лаккадивская (диалект Лакшадвипских островов).

Существует также ряд социальных, то есть кастовых, религиознообщинных и племенных, диалектов:
- брахманские диалекты наяров и намбудири;
- диалекты мусульманских общин (маппилла, насрани);
- диалект индийских евреев (жудео-малаялам);
- диалекты некоторых племён (тийя, ежава, пулайя, пания и др.).

## Пример текста
മനുഷ്യരെല്ലാവരും തു്ല്യാവകാശങ്ങളോടും അന്തസ്സോടും സ്വാതന്ത്ര്യത്തോടുംകൂടി ജനിച്ചവരാണ്. അന്യോന്യം ഭ്രാത്രുഭാവത്തോടെ പെരുമാറുവാനാണ് മനുഷ്യന്നു വിവേകബുദ്ധിയും മനസ്സാക്ഷിയും സിദ്ധമായിരിക്കുന്നത്.
Транслитерация:
Manuṣyarellāvarum tulyāvakāśan̄n̄aḷōṭum antassōṭum svātantryattōtumkūṭi janiccavarāṇ. Anyōnyam bhrātrubāvattoṭe perumāṛuvānāṇa manuṣyannu vivēkabuddhiyum manaṣṣākṣiyum siddhamāyirikkunnat.
Перевод:
Все люди рождаются свободными и равными в своем достоинстве и в своих правах. Они наделены разумом и совестью и должны поступать в отношении друг друга в духе братства.

### Учебники и самоучители
- Malayalam: A University Course and Reference Grammar  (англ.)

#### Серия «Языки народов Азии и Африки»
- малаялам.pdf Язык Малаялам  (рус.)

#### Серия «Интенсивный»
- An Intensive Course in Malayalam  (англ.)
- An Intermediate in Malayalam  (англ.)
- An Advanced Course Reader in Malayalam  (англ.)

#### Серия «Наш язык»
- Наш язык — Малаялам (Алфавит)  (хинди)
- Наш язык — Малаялам 1  (хинди)
- Наш язык — Малаялам 2  (хинди)
- Наш язык — Малаялам 3  (хинди)

#### Серия «Бхартья бхаша джьёти»
- Бхартья бхаша джьёти ― Малаялам  (хинди)

### Словаря
- A Malayalam and English Dictionary  (англ.)

### СМИ
- Национальный индийский канал «Дурдаршан»  (малаял.)
- Газета «Матрубхуми»  (малаял.)
- Газета «Маляла Манорама»  (малаял.)